# Ron de Rijk
Ron de Rijk (Hilversum, 28 mei 1952 – aldaar, 27 oktober 2018) was een Nederlands sportverslaggever en voetbalcommentator van Fox Sports Eredivisie.
Hij begon zijn carrière als freelancer voor NCRV Zaterdag Sport, waarna hij uitgroeide tot een van de vaste krachten van de NOS. In deze jaren heeft hij veel wedstrijden van het Nederlands elftal samen met collega Jack van Gelder voorzien van live-verslag.
In de zomer van 2005 vervolgde Ron de Rijk zijn carrière bij Eyeworks (Talpa/Versatel) en ging vervolgens over naar RTL Voetbal, waar hij veel belangrijke wedstrijden voorzag van commentaar. Sinds 2008 werkte hij voor Eredivisie Live.
De Rijk is de zoon van Jan de Rijk die decennia lang hoofdtrainer is geweest van voetbalclub IJsselmeervogels en diverse andere voetbalclubs in ‘t Gooi.
Op 27 oktober 2018 overleed De Rijk na een kort ziekbed op 66-jarige leeftijd.